# Песчаное (Астраханская область)
Песча́ное (до 1952 года — Гахота) — село в Лиманском районе Астраханской области России, входит в состав муниципального образования Рабочий посёлок Лиман.

## Название
До 1952 года село называлось Гахота. Название имело монгольское происхождение (калм. hахата) и производно от калм. hаха - свинья (калм. hахата - падежная форма)

## История
Дата основания не установлено. Урочище Гахатэ упоминается в Списке населённых мест 1862 года, составленном по сведениям за 1859 год. В 1859 году в урочище Гахатэ Яндыковского улуса имелся хурул, 2 цацы, проживало 36 человек. Согласно сведениям, содержащимся в Памятной книжке  Астраханской губернии на 1914 год, в селе Гахата имелось 84 двора, проживало 129 душ мужского и 117 женского пола
В 1930 году в посёлке Гахота Приморского улуса (с 1935 года — Долбанского улуса) Калмыцкой автономной области был образован колхоз имени Микояна.
28 декабря 1943 года калмыцкое население было депортировано. После ликвидации Калмыцкой АССР посёлок, как и другие населённые пункты Долбанского улуса, был включён в состав Астраханской области. В ноябре 1952 года посёлок Гахота был переименован в село Песчаное. В 1958 году колхоз имени Микояна был переименован в колхоз имени Кирова. В 1963 году колхоз имени Микояна вошёл в состав колхоза "Красная звезда" с центральной усадьбой в селе Заречное.
В 1966 году в селе Песчаное была перенесена центральная усадьба организованного в 1962 году откормочного совхоза "Лиманский". В 1992 году совхоз "Лиманский" был реорганизован в ТОО "Лиманское". ТОО "Лиманское" ликвидировано в 2000 году.

## Физико-географическая характеристика
Село расположено в центральной части Лиманского района, в пределах Прикаспийской низменности, являющейся частью Восточно-Европейской равнины, на высоте около 20 метров ниже уровня моря. Для рассматриваемой территории характерен ильменно-бугровой ландшафт, представленный урочищами бэровских бугров и межбугровых понижений. Отдельные участки местности заболочены. В 1 км к северу от села расположен ильмень Чанта. Почвенный покров комплексный: на буграх Бэра распространены бурые полупустынные почвы, в межбугровых понижениях ильменно-болотные и ильменно-луговые почвы.
Расстояние до столицы Астраханской области города Астрахани составляет 100 км, до районного центра посёлка Лиман - 9,7 км.
Климат резко континентальный, крайне засушливый (согласно классификации климатов Кёппена-Гейгера - семиаридный (индекс BSk)).
Часовой пояс
Песчаное, как и вся Астраханская область, находится в часовой зоне МСК+1. Смещение применяемого времени относительно UTC составляет +4:00.

## Население
| 1859 | 1914 | 1916 |
| ---- | ---- | ---- |
| 36   | 246  | 255  |

| 2002 | 2010 | 2012 | 2013 | 2014 | 2016 |
| ---- | ---- | ---- | ---- | ---- | ---- |
| 519  | ↘382 | ↗423 | ↘391 | ↘383 | ↘376 |

Этнический состав
| Национальность | Численность | Процент |
| -------------- | ----------- | ------- |
| Русские        | 363         | 70,35%  |
| Чеченцы        | 94          | 18,22%  |
| Казахи         | 34          | 6,59%   |
| Даргинцы       | 9           | 1,74%   |
| Корейцы        | 8           | 1,55%   |
| Ногайцы        | 4           | 0,78%   |
| Украинцы       | 4           | 0,78%   |
| Всего          | 516         | 100%    |

## Социальная сфера
В селе функционируют начальная школа, детский сад, клуб, фельдшерский пункт